# Catedral de Hereford
A Catedral de Hereford, oficialmente conhecida como Igreja Catedral da Virgem Maria e Santo Etelberto Rei é uma catedral anglicana, sede do bispado da cidade com o mesmo nome, no condado de Herefordshire, na região das Midlands Ocidentais da Inglaterra. Construída em estilo gótico primitivo entre 1079 e 1140, na sua biblioteca é preservado o conhecido mapa-múndi de Hereford, datado do século XIII.

## História
A primeira catedral de Hereford foi um templo de pedra construído no século VII e que no ano de 1056 foi totalmente destruído pelas tropas galesas e irlandesas. A partir e 1079, com a nomeação de Roberto, o Lotaríngio como bispo da cidade, começa a construção de uma nova catedral sob a influência artística normanda, que, numa primeira fase, seria concluída por volta de 1140. Ao longo do século XIII seguiram-se as obras, o transaltar, o transepto ou a cripta foram construídos neste momento. Durante a primeira metade do século XIV, a grande torre central foi construída, e em meados do século a torre ocidental. Já em 1535 a fachada norte foi concluída. Na segunda-feira de Páscoa de 1786, ocorreu o colapso da torre ocidental, afetando seriamente a fachada oeste e parte da nave.

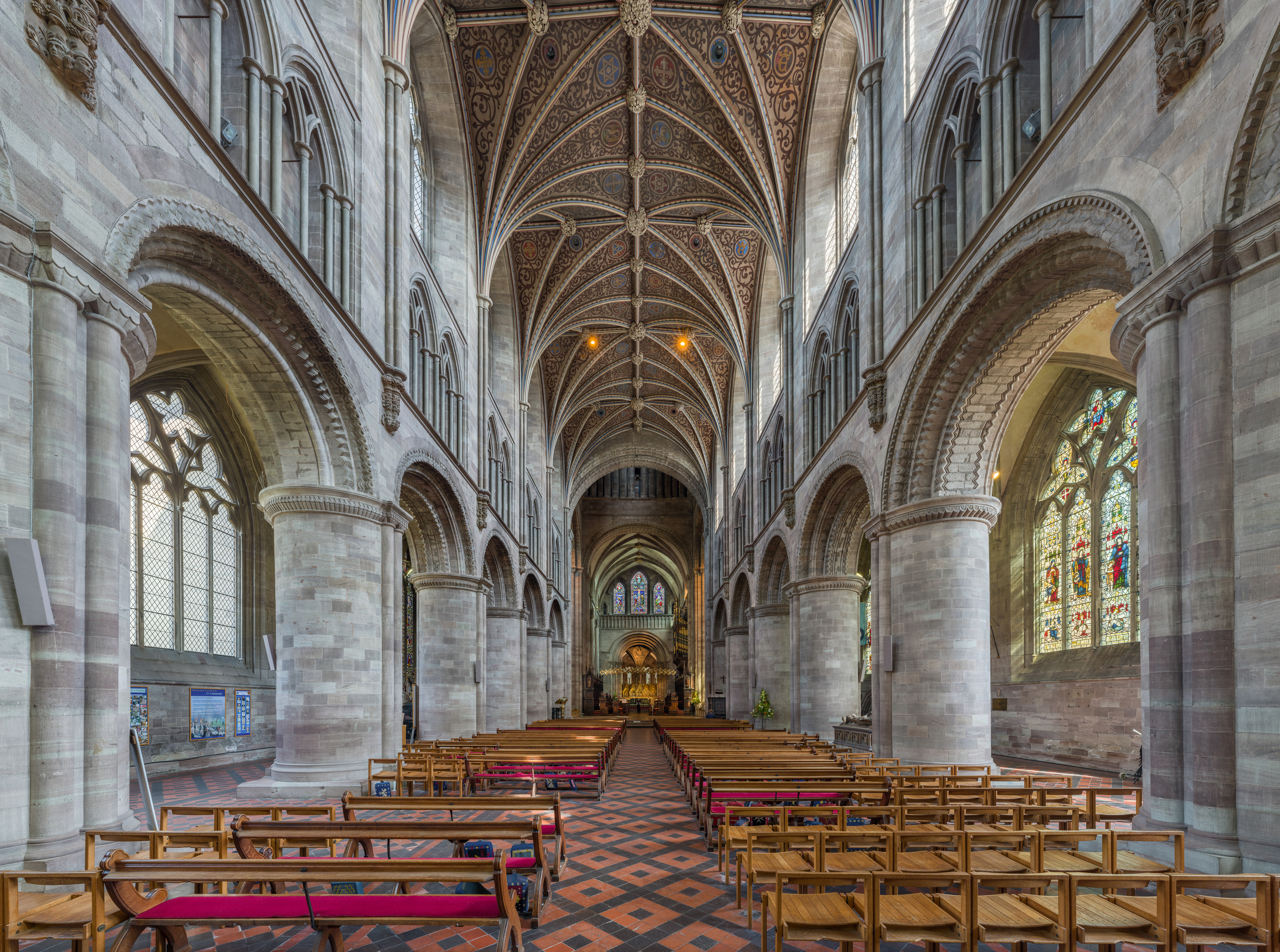
Colunas normandas da Catedral de Hereford

Em meados do século XIX foi realizada uma importante restauração do templo. As obras duraram de 1841 a 30 de junho de 1863, quando o templo foi reaberto ao culto. As obras de restauro do coro foram conduzidas por George Gilbert Scott.
O interior está decorado com elementos da arquitetura normanda, destacando-se as grandes e robustas colunas da nave central formando arcadas semicirculares ricamente decoradas com elementos geométricos sob o clerestory. No transaltar, logo acima da cripta, ergue-se a capela de Nossa Senhora. Construída em estilo gótico primitivo, nas suas extremidades leste abrem-se cinco belas janelas ogivais, cada uma com a parte superior aberta na forma de um trevo de quatro folhas.

## Biblioteca e tesouros
Embora seja verdade que o templo atrai a atenção para a sua fachada e notável interior, é de notar que a Catedral de Hereford tem muito mais tesouros do que os puramente arquitetónicos. A sua grande biblioteca, inaugurada pela Rainha Isabel II em 1996, tem mais de 1400 livros e 200 manuscritos escritos entre os séculos VIII e XVI. Entre os escritos estão a chamada "Bíblia da Sidra" ou os "Evangelhos de Hereford" datados do ano 800. Tem também uma das quatro cópias conhecidas da Magna Carta de 1217 de Henrique III.